# Општина Кокораштиј-Колц (Прахова)
Кокораштиј-Колц (рум. Cocorăştii-Colţ) општина је у Румунији у округу Прахова.
Oпштина се налази на надморској висини од 165 m.

## Становништво

### Хронологија
| Година       | 2004 | 2005 | 2006 | 2007 | 2008 | 2009 | 2010 | 2011 | 2012 | 2013 | 2014 | 2015 | 2016 | 2017 |
| ------------ | ---- | ---- | ---- | ---- | ---- | ---- | ---- | ---- | ---- | ---- | ---- | ---- | ---- | ---- |
| Становништво | 2951 | 2975 | 2997 | 3013 | 3049 | 3079 | 3086 | 3069 | 3048 | 3019 | 2997 | 2994 | 2985 | 2963 |